# Deborah Sengl
Deborah Sengl (2 de enero de 1974) es una pintora y artista austriaca. Asistió a la Universidad de Artes Aplicadas de Viena y se graduó en 1997. Sengl es hija del pintor Peter Sengl y de la artista Susanne Lacombe.

## Referencias

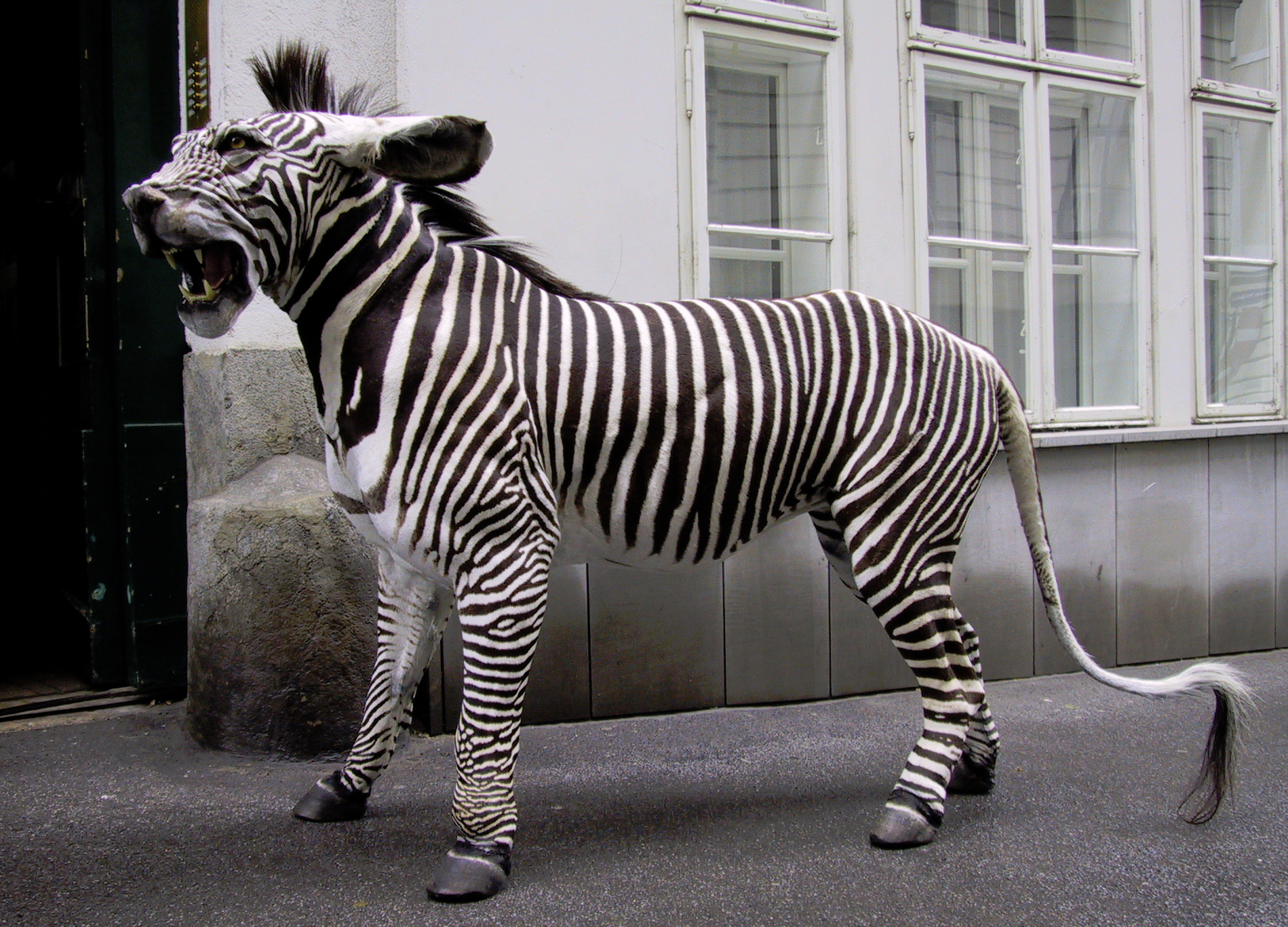
“La leona –como depredadora– se disfraza de presa codiciada” (2004)